# Molson Indy Montréal 2003
Molson Indy Montréal 2003 var den fjortonde deltävlingen i CART World Series 2003. Racet kördes den 24 augusti på Circuit Gilles Villeneuve i Montréal, Kanada. Michel Jourdain Jr. tog sista chansen att blanda sig i mästerskapskampen, genom att ta sin andra seger för säsongen. Alex Tagliani hade pole position, och ledde stora delar av tävlingen, men föll tillbaka till fjärde plats i mål.

## Slutresultat
| Plats | Förare              | Team                      | Grid | Kvaltid  |
| ----- | ------------------- | ------------------------- | ---- | -------- |
| 1     | Michel Jourdain Jr. | Team Rahal                | 4    | 1.19,751 |
| 2     | Oriol Servià        | Patrick Racing            | 2    | 1.21,112 |
| 3     | Patrick Carpentier  | Forsythe Racing           | 5    | 1.19,810 |
| 4     | Alex Tagliani       | Rocketsports Racing       | 1    | 1.19,665 |
| 5     | Mario Domínguez     | Herdez Competition        | 10   | 1.20,360 |
| 6     | Paul Tracy          | Forsythe Racing           | 8    | 1.20,015 |
| 7     | Roberto Moreno      | Herdez Competition        | 13   | 1.20,826 |
| 8     | Adrián Fernández    | Fernández Racing          | 16   | 1.21,237 |
| 9     | Max Papis           | PK Racing                 | 15   | 1.21,116 |
| 10    | Darren Manning      | Walker Racing             | 9    | 1.20,308 |
| 11    | Mario Haberfeld     | Conquest Racing           | 12   | 1.20,639 |
| 12    | Gualter Salles      | Dale Coyne Racing         | 17   | 1.21,497 |
| 13    | Bruno Junqueira     | Newman/Haas Racing        | 3    | 1.19,671 |
| 14    | Geoff Boss          | Dale Coyne Racing         | 19   | 1.22,177 |
| 15    | Rodolfo Lavín       | Walker Racing             | 18   | 1.21,718 |
| 16    | Jimmy Vasser        | Spirit Team Johansson     | 7    | 1.19,882 |
| 17    | Ryan Hunter-Reay    | Spirit Team Johansson     | 14   | 1.20,963 |
| 18    | Tiago Monteiro      | Fittipaldi-Dingman Racing | 11   | 1.20,360 |
| 19    | Sébastien Bourdais  | Newman/Haas Racing        | 6    | 1.19,818 |